# Isac Elliot
Isac Elliot Lundén (ur. 26 grudnia 2000 w Kauniainen) – fińsko-szwedzki piosenkarz, autor tekstów piosenek, tancerz i aktor.
Dwukrotny laureat Europejskiej Nagrody Muzycznej MTV dla najlepszego fińskiego wykonawcy.

## Życiorys
Jest Szwedofinem. Jest synem Fredrika Lundéna, lidera zespołu The Capital Beat.
Był członkiem chłopięcego chóru Cantores Minores. Występował w szwedzkojęzycznych musicalach Cabaret i Kristina från Duvemåla w Svenska Teatern w Helsinkach. W 2012 nagrana przez niego piosenka „Pop Goes My Heart” została wykorzystana w ścieżce dźwiękowej do filmu Ella ja kaverit.

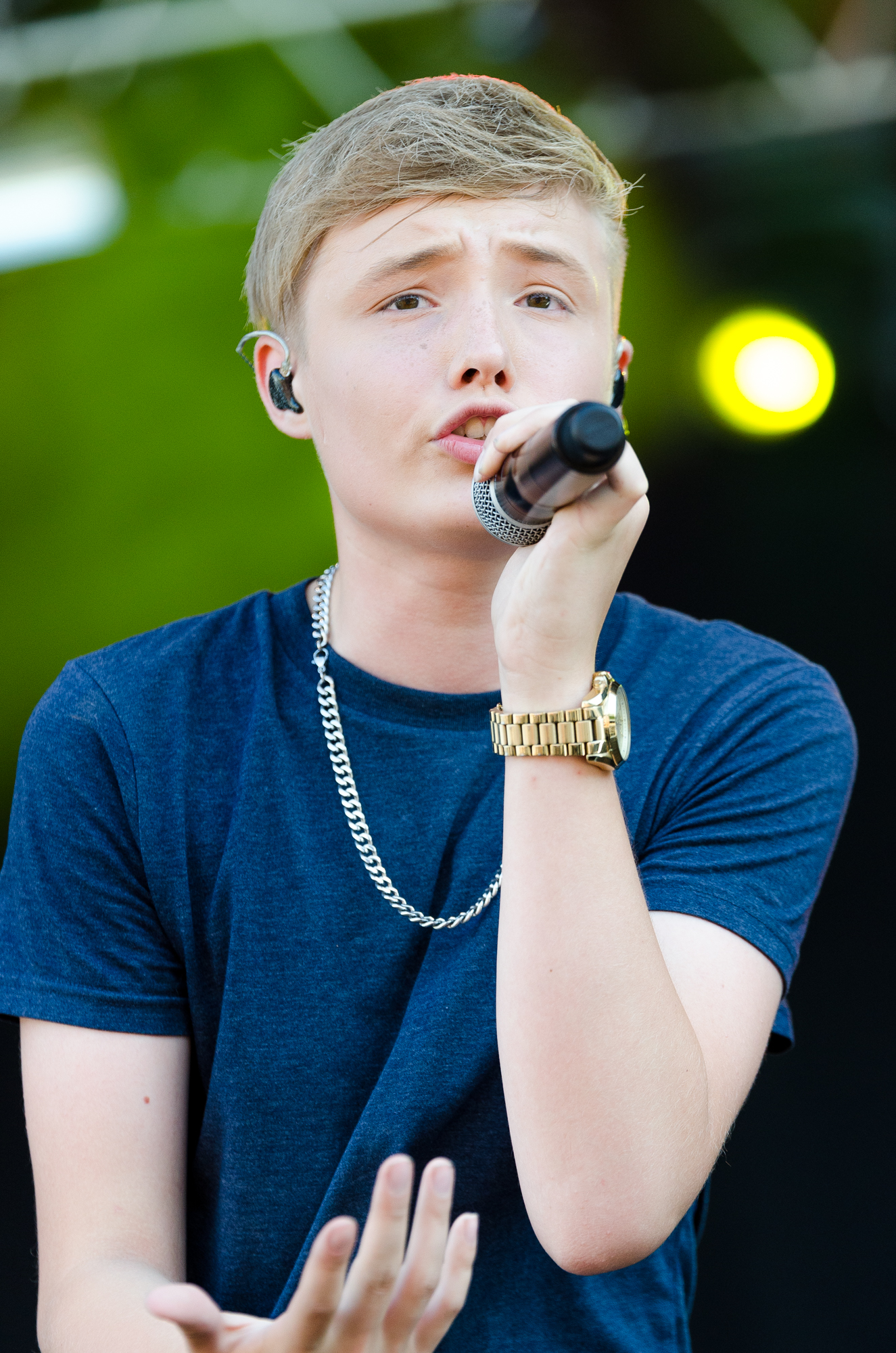
Elliot na festiwalu Qstock w Oulu (2014)

14 lutego 2013 wydał debiutancki singiel „New Way Home”, który dotarł do pierwszego miejsca fińskiej listy przebojów i na 14. miejsce w Norwegii. W marcu znalazł się na 11. miejscu zestawienia „Next Big Sound”, sporządzonego przez amerykański magazyn „Billboard”. 24 maja zaprezentował pierwszy album studyjny, zatytułowany Wake Up World, który zadebiutował na pierwszym miejscu listy najczęściej kupowanych płyt w Finlandii. W październiku wydał minialbum, zatytułowany Dream Big.
7 listopada wydał album pt. Follow Me, który nagrywał w Helsinkach, Londynie, Sztokholmie i Los Angeles. Z albumem zadebiutował na szóstym miejscu listy najczęściej kupowanych płyt w Finlandii. W ramach promocji płyty wyruszył w promocyjną trasę koncertową o nazwie Save a Girl, który zadebiutował na 20. miejscu fińskiej listy bestsellerów. W latach 2013–2014 był laureatem Europejskiej Nagrody Muzycznej MTV dla najlepszego fińskiego wykonawcy. 14 lutego 2014 premierę miał film dokumentalny o jego życiu pt. „Dream Big – The Movie”.
23 maja 2016 wystąpił z piosenką „What About Me” w amerykańskiej telewizji śniadaniowej NBC The Today's Show, będąc pierwszym Finem, który był muzycznym gościem programu. 8 lipca wydał drugi minialbum pt. A Little More. W lutym 2017 wydał EP-kę, którą nagrał z Mikaelem Gabrielem. Na płycie znalazły się jego pierwsze piosenki, w których śpiewa po fińsku. We wrześniu z raperem wydał piosenkę „Maailman laidalla”, a w grudniu udał się z nim w ogólnokrajową trasę koncertową Maailman Laidalla Tour. 26 grudnia wydał trzeci, solowy album studyjny pt. Faith.

## Dyskografia

### Albumy studyjne
- Wake Up World (2013)
- Follow Me (2014)
- Faith (2017)

### Minialbumy (EP)
- Dream Big (2013)
- A Little More (2016)
- Mikael Gabriel x Isac Elliot (2017)